# Dichotomius longiceps
Dichotomius longiceps là một loài bọ cánh cứng trong họ Bọ hung (Scarabaeidae).